# Іван Грозний (вулкан)
Іва́н Гро́зний (рос. Иван Грозный, яп. 焼山) — діючий вулкан на острові Ітуруп із групи Курильських островів у Росії. Названий на честь російського царя Івана IV Васильовича по прізвиську Грозний. Будова типу Сомма-Везувій.
Вулкан знаходиться у південно-східній частині хребта Іван Грозний. Має зруйновану кальдеру діаметром 3-3,5 км та висотою 800 м. Біля її південного краю знаходиться основний екструзивний купол вулкану, який має абсолютну висоту 1 159 м. Він складається з 3 великих блоків, розділених зниженнями. На вершині західного, найбільшого ефузивного куполу, знаходяться 2 злиті експлозивні воронки, які утворюють витягнутий із півночі на південь, відкритий на схід рів довжиною 250—270 м та шириною 15-70 м. На північному та східному схилах вулкану біля основи рову розташовані 2 гнізда потужних фумаролів.
На північний схід від основного куполу знаходиться лавовий купол Дракон, а на захід — купол Єрмак. Численні лавові потоки покривають північно-східні схили вулканічного хребта і сягнувши берега утворюють своєрідні важкопрохідні вулканічні миси.
Відомі виверження в 1951, 1968 та 1970 роках. В 1973 та 1989 роках із вулкану спостерігались виділення газів, викиди попільного матеріалу на висоту до 1,5 км та утворення експлозивної воронки.